# Olof de Suecia
Olof fue un caudillo vikingo, semi-legendario rey de Suecia de la dinastía casa de Yngling. Según Adán de Bremen reinó en tiempos del misionero Ansgar, durante su segundo viaje a Birka en 854.
Rimberto, biógrafo de Ansgar (Vita Ansgarii), relató que los curonios de Letonia se rebelaron contra los suecos y dejaron de pagar tributo. Cuando los vikingos daneses tuvieron constancia de esto, armaron un gran contingente para aprovechar la ocasión y arrebatar los dominios suecos de Curlandia y obtener el pago de tributos por su lado. Los curonios ya habían renido fuerzas armadas entre sus cinco burgos y masacraron a la mitad de los daneses, saqueando sus naves y obteniendo un gran botín en oro, plata y otras riquezas.
Cuando el rey Olof supo del fracaso danés, los suecos tomaron la decisión de no caer en el mismo error de pedir tributo otra vez y reunieron un enorme ejército para atacar Curlandia. La primera ciudad en caer fue Seeburg (hoy Grobiņa) que estaba defendida por 7000 hombres, pero fue igualmente devastada y reducida a cenizas; posteriormente enviaron de vuelta sus naves e iniciaron incursiones durante cinco días en el interior, llegando a la ciudad de Apulia. El arqueólogo sueco Birger Nerman encontró restos de flechas y otros materiales usados en la batalla, donde hubo 15.000 defensores.
Los suecos fueron implacables pero Apulia fue valerosamente defendida y tras ocho días sin más resultado que muchos hombres muertos, al noveno ya estaban hartos y discutieron como proceder. Primero usaron runas y hechizos, sin resultado. Rimberto cita que algunos habían escuchado algo del dios de los cristianos y entonces le rogaron una respuesta e interpretaron que había consentido un segundo ataque a la ciudad, por lo que lanzaron una feroz embestida. Al ver los curonios la magnitud de lo que se les venía encima, prefirieron ofrecerles todo el oro, plata y armas del botín de los daneses, media libra de plata por cada curonio en la ciudad y pagar tributo a los suecos, ofreciendo rehenes como garantía de pago. 
Los curonios suplicaron que deseaban mantener la misma situación que habían tenido con los reyes suecos en el pasado y Olof garantizó su petición. Los suecos regresaron a sus tierras con abundantes riquezas y treinta rehenes como garantía de la lealtad curonia.